# Thio-
Le préfixe thio-, lorsqu'il est utilisé pour un composé chimique, signifie que l'atome d'oxygène dans le composé a été remplacé par un atome de soufre. Il est souvent utilisé en chimie organique dans la dénomination des composés organosulfurés.
Par exemple, le mot éther se réfère à un composé contenant de l'oxygène ayant la structure chimique R-O-R' alors que le mot thioéther se réfère à un analogue dont la structure est R-S-R'.
Le préfixe thio- peut être précédé par di- et tri-. Il dérive du grec θειον, « soufre ».
L'usage de ce préfixe est analogue à celui de séléno- et telluro-, qui indiquent respectivement le remplacement d'un atome d'oxygène par un atome de sélénium ou un atome de tellure, les deux autres chalcogènes naturels non radioactifs.

## Exemples
- Acide sulfurique → Acide thiosulfurique
- Sulfate → Thiosulfate
- Acide cyanique → Acide thiocyanique
- Ether → Thioéther
- Alcool → Thioalcool, abrégé en Thiol
- Aldéhyde → Thioaldéhyde
- Cétone → Thiocétone
- Acide carboxylique → Thioacide
- Ester → Thioester
  - Lactone → Thiolactone
- Amide → Thioamide
  - Lactame → Thiolactame
- Urée (Carbamide) → Thiourée (Thiocarbamide)
- Cyanate → Thiocyanate
- Isocyanate → Isothiocyanate
- Phosgène → Thiophosgène
- Cétène → Thiocétène
- Acétal → Thioacétal
- Carbonate → Thiocarbonate
- Carbamate → Thiocarbamate